# Руј
Руј (лат. Cotinus sp.) је род листопадних дрвенастих биљака из породице Anacardiaceae. Обухвата 2 савремене врсте, једну евроазијску (Cotinus coggygria) и једну северноамеричку (Cotinus obovatus). Назив рода потиче од грчке речи kotinos, што је код Теофраста назив за дивљу маслину.
Раније се овај род биљака класификовао унутар сродног рода Rhus.

## Опис
Биљке овог рода су животне форме дрвета или жбуна, висине до 7 m (евроазијски руј), односно 12 m (амерички руј). Коренов систем је одлично развијен, па пружа заштиту од ерозије, делујући као арматура. Кора мења боју од зелене до сиве и смеђе са љуспама аналогно старењу. Млади изданци садрже велике лентицеле. Пупољци су црвенкасте боје, спирално распоређени.Листови су цели, округлог облика, са равним ободом, дужине 3—13 cm, смештени су на дршкама, спирално распоређени, и на наличју листова се јасно уочава нерватура. Боја листова у јесен је црвена. Цветови су ситни, величине до 3 mm, петочлани, жућкасте боје, сакупљени у вршне метличасте цвасти величине до 30 cm. Руј садржи пет чашичних и пет круничних листића. У цвасти постоје и стерилни цветови, са длачицама на својим цветним дршкама (отуда магловит изглед цвасти). Биљке су једнодоме, понекад дводоме. Плод је сува, ситна коштуница која садржи једно семе, а на којој се задржавају чашични листићи. Плод сазрева у периоду од маја до јуна.

## Ареал распрострањености
Аутохтоно расте на подручју Јужне Европе као и Централне и Западне Азије. Честа је на отвореним и топлијим стаништима. Најчешће се може срести у листопадним шумама до 1.600 м.

## Расејавање и размножавање
Расејава се ветром и инсектима. Размножавање се врши семеном или вегетативним деловима биљке.

## Узгој
Врсте овог рода, а нарочито евроазијски руј, су често коришћене као украсни жбунови. Узгојен је велики број култивара, од којих су неки хибридног порекла (настали укрштањем две врсте руја).

## Употреба
Листови евроазијског руја садрже око 30% танина, те су се користили као антисептик и астрингент. Плод је отрован, конзумација доводи до дијареје и повраћања. Из дрвета и лишћа добијају се боје за кожу, вуну и свилу. Дрво се користи у столарству.

## Галерија
- Cotinus coggygria, cvet
- Cotinus coggygria, cvet
- Cotinus coggygria, cvet